# Prasky
Prasky, às vezes escrito praski, é um tipo de salsicha ou salame grossamente moído, relacionado à salsicha Thuringer ou Plockwurst (a não ser confundido com a bratwurst à moda Thuringer). Ela também está muito intimamente relacionado a várias salsichas húngaras, a salsicha tcheca chamada Pražská klobása e vários outros tipos de embutidos do leste Europeu.
Prasky é encontrado em toda a região americana dos Grandes Lagos. Às vezes, é creditada como unicamente característica de Chicago; entretanto, também está disponível em Cleveland, Pittsburgh, Toledo e em muitas cidades da região que têm ou tiveram grande contingente populacional oriundo ou descendente de povos do Leste Europeu.
O prasky é tipicamente servido cortado em fatias finas e servido em sanduíches usando pão de centeio, queijo suíço, picles e mostarda apimentada.